# Chrysometa zelotypa
Chrysometa zelotypa är en spindelart som först beskrevs av Eugen von Keyserling 1883.  Chrysometa zelotypa ingår i släktet Chrysometa och familjen käkspindlar. Inga underarter finns listade i Catalogue of Life.